# Nanguneri
Nanguneri è una suddivisione dell'India, classificata come town panchayat, di 6.764 abitanti, situata nel distretto di Tirunelveli, nello stato federato del Tamil Nadu. In base al numero di abitanti la città rientra nella classe V (da 5.000 a 9.999 persone).

## Geografia fisica
La città è situata a 8° 28' 60 N e 77° 40' 0 E e ha un'altitudine di 140 m s.l.m..

## Società

### Evoluzione demografica
Al censimento del 2001 la popolazione di Nanguneri assommava a 6.764 persone, delle quali 3.337 maschi e 3.427 femmine. I bambini di età inferiore o uguale ai sei anni assommavano a 673, dei quali 326 maschi e 347 femmine. Infine, coloro che erano in grado di saper almeno leggere e scrivere erano 5.164, dei quali 2.772 maschi e 2.392 femmine.